# (3558) Shishkin
(3558) Shishkin (1978 SQ2) – planetoida z pasa głównego asteroid okrążająca Słońce w ciągu 3,82 lat w średniej odległości 2,44 j.a. Odkryła ją Ludmiła Żurawlowa 26 września 1978 roku.